# Xerophyta acuminata
Xerophyta acuminata är en enhjärtbladig växtart som först beskrevs av John Gilbert Baker, och fick sitt nu gällande namn av Nanuza Luiza de Menezes. Xerophyta acuminata ingår i släktet Xerophyta och familjen Velloziaceae. Inga underarter finns listade.